# Geothlypis semiflava
La golagialla capoliva (Geothlypis semiflava P. L. Sclater, 1860) è un uccello della famiglia dei Parulidi diffuso dall'Honduras all'Ecuador. Risulta geneticamente molto simile alla parula del Kentucky (Geothlypis formosa).

## Tassonomia
Se ne riconoscono due sottospecie:
- G. s. bairdi Ridgway, 1884 - dall'Honduras a Panama;
- G. s. semiflava P. L. Sclater, 1860 - Colombia occidentale ed Ecuador occidentale.

## Descrizione
La golagialla capoliva misura 13,5 cm di lunghezza e pesa circa 17 g. L'ala misura 5,6-6,1 cm nei maschi e 5,5-6,2 cm nelle femmine. Il maschio adulto della forma nominale ha un'appariscente maschera facciale nera che si estende fino ai lati del collo e alla regione auricolare. Diversamente da altre specie di golagialla, tuttavia, è privo di una banda sulla fronte. Le restanti parti del piumaggio del capo sono di un verde-oliva brillante. Le ali sono color marrone scialbo con i margini oliva. Anche il piumaggio della regione dorsale è verde-oliva brillante; la regione ventrale è di un color giallo chiaro che sfuma nell'oliva sui fianchi e ai lati del petto. Le zampe sono color carne; il becco è nerastro. La femmina adulta della sottospecie nominale ha testa e regione dorsale oliva, regione ventrale giallo chiaro, una breve striscia sopracciliare oliva e un piccolo ma pronunciato anello oculare dello stesso colore.
I giovani maschi del primo anno si distinguono per avere una maschera facciale meno pronunciata, limitata ai soli lati del capo. Le femmine del primo anno indossano un piumaggio più scuro e nettamente più chiaro sulla regione ventrale. Gli esemplari immaturi hanno testa marrone, regione dorsale oliva e regione ventrale di un colore variabile dal giallo chiaro al camoscio.
L'aspetto della sottospecie G. s. bairdi differisce solo leggermente da quello della sottospecie nominale. Presenta solamente becco un po' più lungo e piume della coda più corte.

## Distribuzione e habitat
L'areale della golagialla capoliva comprende l'Honduras orientale, il Nicaragua, la Costa Rica, Panama nord-orientale e una fascia che si estende dalla Colombia occidentale all'Ecuador sud-occidentale. Abita le fitte boscaglie ai margini della foresta, le radure e le aree cespugliose umide; è facile incontrarla lungo le strade che attraversano tali aree o in prossimità dell'acqua.

## Biologia
Si nutre principalmente di insetti e altri invertebrati. La nidificazione ha luogo tra aprile e giugno. Il nido è costituito da una profonda struttura a coppa ben nascosta in una cavità erbosa o nel fitto sottobosco. Ciascuna covata comprende generalmente due uova. Non esistono dati riguardo l'incubazione e lo sviluppo dei nidiacei.